# Holl Béla
Holl Béla (szerzetesi nevén: Adalbertus a S. Ladislao) (Budapest, 1922. április 21. – Budapest, 1997. március 12.) piarista szerzetes, irodalomtörténész.

## Élete
Budapesten született. Apja, (stahlbergi) Holl Bertalan nevelte, aki a Fővárosi Vízművek műszaki főfelügyelője volt. A piarista gimnáziumban érettségizett 1941-ben (a hatodik osztályt kétszer járta), majd fölvételét kérte a piarista rendbe.
1944-től latin és magyar szakos egyetemi hallgató volt. Budapest ostroma alatt más piarista növendékekkel együtt önkéntes vöröskeresztesként a budai Szent János Kórházban teljesített szolgálatot. Az egyetemet befejezve doktori disszertációját 1948-ban Alszeghy Zsoltnál írta „A magyar legenda a XVIII. században” címmel.
1948 őszétől, az egyházi iskolák államosítása után gyakorló tanár és hittanár volt budapesti középiskolákban. 1949 szeptemberétől a váci kisszemináriumban tanított, majd annak megszűntével 1951-től a váci egyházmegyében volt többfelé káplán, míg 1956 szeptemberében püspöki könyv- és levéltárossá nem nevezték ki. Akkoriban jelentek meg első publikációi, például az általa fölfedezett ecsegi betlehemesről (1952) és a Káldi-Biblia korrektúrapéldányának töredékéről (1956).
Miután 1960. február 1-jével könyvtárosi állásából fölmentették, 1960 őszétől Budapesten tudományos kutatóként dolgozott, ahol félállásúként tagja lett az Országos Széchényi Könyvtár akadémiai támogatással működő Régi Magyarországi Nyomtatványok-munkacsoportjának. Emellett 1962-től a Magyar Tudományos Akadémia Irodalomtudományi Intézetének volt külső munkatársa, 1975-től pedig mint az MTA által az Eötvös Loránd Tudományegyetem Régi Magyar Irodalom Tanszékére telepített függetlenített tudományos kutató kapott állást. Ekkor bontakozott ki tudományos munkássága, amelyből számos tanulmány mellett főként a Régi Magyarországi Nyomtatványok első három kötete valamint a Régi Magyar Költők Tára XVII. századi katolikus énekeket tartalmazó kötetei emelendők ki. Előbbiért 1972-ben Akadémiai Díjban részesült. 1980-ban jelent meg Ferencffy Lőrinc, Egy magyar könyvkiadó a XVII. században című monográfiája, amelyért 1981-ben kandidátusi fokozatot kapott. 1983-ban a dalmáciai Sibenik ferences kolostorában fedezte föl a legrégebbi magyar verses imádságot („Laskai sorok”, 1433), amelyet 1984-ben publikált. Utolsó nagy munkáját, a középkori magyarországi latin himnuszok kritikai kiadását viszont már nem tudta befejezni.
A rendszerváltozás után, 1989-ben saját Kökörcsin utcai (Budapest, XI. kerület) lakását eladva 1989 elején visszaköltözött a budapesti (Mikszáth Kálmán téri) piarista rendházba, ahol 1997-ben halt meg.

## Könyvei
- Régi Magyarországi Nyomtatványok / Res litteraria Hungariae vetus operum impressorum, I-II, 1473–1600; Budapest, 1971–1983
- A kétszáz éves váci könyv (1772–1972); Budapest, 1973 (Magyar tipográfia, 4.)
- Régi Magyar Költők Tára, XVII. század, 7: Katolikus egyházi énekek 1608–1651; Budapest, 1974
- Ferencffy Lőrinc. Egy magyar könyvkiadó a XVII. században, Budapest, 1980 (Magyar tipográfia)
- Pécsváradi Gábor: Jeruzsálemi utazás; ford., bev., jegyz. ~ ~, Budapest, 1983 (Magyar ritkaságok)
- Régi Magyar Költők Tára, XVII. század, 15/A-B: Katolikus egyházi énekek, 1660-as, 1670-es évek, s. a. rend. [A. kötet] Stoll Béla, a jegyzeteket [B. kötet] írta ~ ~, Akadémiai Kiadó, Budapest, 1992
- Laus librorum: Válogatott tanulmányok, szerk. Monok István – Zvara Edina, Budapest, 2000 (METM-könyvek, 26), ISBN 963-8472-46-4
- A váci püspöki egyházlátogatási jegyzőkönyvek protestáns vonatkozású bejegyzései a 18. században, s. a. rend. Koltai András–Zvara Edina, Budapest, 2004 (METEM-könyvek, 48), ISBN 963-8472-92-8
- Repertorium hymnologicum medii aevi Hungariae. Initia hymnorum, officiorum rhythmicorum, sequentiarum, troporum, versuum alleluiaticorum cantionumque; sajtó alá rend. Körmendy Kinga, előszó Madas Edit; OSZK, Budapest, 2012 (Fragmenta et codices in bibliothecis Hungariae. Subsidia)

## Tanulmányai
- Egy régi magyar betlehemes játék, in: Vigilia 17(1952), 617-626.
- Adalékok a Káldi Biblia történetéhez, in: MKsz 72(1956) 52-58.
- Pest-Buda polgárainak könyvkultúrája a XVII-XVIII. században, in: Tanulmányok Budapest múltjából, XV, szerk. Gerevich László–Tarjányi Sándor, Budapest, 1963 (Budapest várostörténetének monográfiái, 24), 289-327.
- Tasi Gáspár, Adalékok XVII. századi fordítás-irodalmunk történetéhez, in: Acta Historiae Litterarum Hungaricarum (Acta Universitatis Szegediensis) 10-11(1971), 99-106.
- A pozsonyi nyomdászat történetéhez a XVII. század első feléből, in: MKsz 89(1973), 377-385.
- Szerző, nyomdász, olvasó a XVII. század első felében, ItK 94(1980), 639-649.
- Lo sviluppo del pensiero teologico nello specchio del patrimonio librario del clero cattolico ungherese del primo periodo dell' illuminismo, in: Venezia, Italia, Ungheria fra Arcadia e Illuminismo, szerk. Béla Köpeczi–Péter Sárközy, Budapest, 1982
- Vásárhelyi Gergely pályája (1560-1623), in: ItK 97(1983), 150-162.
- Egy ismeretlen középkori iskoláskönyv és magyar verses nyelvemlék 1433-ból, in: MKsz 100(1984), 3-23.
- Der Geschichtsunterricht in den ungarischen Piaristengymnasien um die Wende des 18. zum 19. Jahrhundert, in: Die ungarische Sprache und Kultur im Donauraum: Beziehungen un Wechselwirkungen an der Wende des 18. und 19. Jahrhunderts, hg. von Moritz Csáky u. a., Budapest–Wien, 1989, 77-82.
- A domonkosok magyarországi sequentia-költészetéről, in: Ars Hungarica 17(1989), 1. sz., 23-28 = Sulla poesia liturgica dei domenicani in Ungheria a cavallo fra il ducento e il trecento, in: Spiritualità e lettere nella cultura italiana e ungherese del basso medioevo, ed. Sante Graciotti–Cesare Vasoli, Firenze, 1995, 39-52.
- Jodocus Clichtoveus Elucidatoriuma és a magyarországi himnuszköltészet európai recepciója, in: Tanulmányok a középkori magyarországi könyvkultúráról, szerk. Szelestei N. László, Budapest, 1989, (Az Országos Széchényi Könyvtár kiadványai, Új sorozat, 3), 169-182.
- Novum genus melodiae: Ismeretlen Szent István-sequentia két XIV. századi domonkos missaleban, in: "Collactanea Tiburtiana: Tanulmányok Klaniczay Tibor tiszteletére", szerk. Galavics Géza, Herner János, Keserű Bálint, Szeged, 1990 (Adattár XVI-XVIII. századi szellemi mozgalmaink történetéhez, 10), 35-52.
- Spiritualitas dominorum ultramontanorum: A magyarországi liturgikus költészet Árpád-kori kezdeteiről, in: A katolikus Egyház Magyarországon, szerk. Somorjai Ádám–Zombori István, Budapest, 1991, 93-106 (Ecclesia Sancta, 1) = Spiritualitas dominorum ultramontanorum: sulla poesia medievale liturgica in Ungheria e sul suo riflesso europeo, in: Storia religiosa dell'Ungheria, a cura di Adriano Caprioli, Luciano Vaccaro, Milano, 1992, 123-137.
- A podolini piaristák első könyvvásárlásai 1646-1658, in: Piaristák Magyarországon 1642–1992, szerk. ~ ~, Budapest, 1992, 58-89.
- Ars metrica és a középkori kontrafaktura, in: Művelődési törekvések a korai újkorban: Tanulmányok Keserű Bálint tiszteletére, szerk. Balázs Mihály, Font Zsuzsa, Keserű Gizella, Ötvös Péter, Szeged, 1997, 182-190. (Adattár XVI-XVIII. századi szellemi mozgalmaink történetéhez, 35.)